# Rowe (Massachusetts)
Pour les articles homonymes, voir Rowe.
Rowe est une ville du Comté de Franklin dans l’État du Massachusetts.
Elle a été incorporée en 1785.
Sa population était de 424 habitants en 2020.